# Elias Maluvunu
Elias Maluvunu (* 3. August 2004 in Bern) ist ein Schweizer Fussballspieler.

## Karriere
Maluvunu durchlief in seiner Geburtsstadt Bern beim BSC Young Boys sämtliche Juniorenstufen und wurde schon früh als vielversprechendes Talent gehandelt. Im Jahr 2019 lief er 5 Mal für die Schweizer Nachwuchsnationalmannschaften auf.
Im Mai 2024 unterschrieb er beim FC Winterthur seinen ersten Profivertrag und kam am 16. August 2024 im Cupspiel gegen den FC Wettswil zu seinem Profidebüt. Er wurde in der 68. Minute für Albin Krasniqi eingewechselt und erzielte 5 Minuten darauf das matchentscheidende Tor zum 2:1. Am 24. August kam er auch in der Super League zu seinem ersten Einsatz, als er in der 59. Minute für Christian Gomis eingewechselt wurde. Am 1. September kam er im Spiel gegen den Servette FC zu einem weiteren Teileinsatz, danach wurde er nicht mehr ins Kader berufen.
Am 31. Dezember 2024 verlautbarte der FC Schaffhausen aus der Challenge League, Maluvunu bis Ende Saison leihweise zu übernehmen.